# Kaoru Ishikawa
Kaoru Ishikawa (石川馨?, Ishikawa Kaoru; Tokyo, 13 luglio 1915 – Tokyo, 16 aprile 1989) è stato un ingegnere chimico e docente giapponese.
Fu un professore universitario e un influente innovatore della gestione della qualità, considerato uno dei pionieri del controllo della qualità e una figura chiave nello sviluppo del Total Quality Management (TQM) giapponese. Fu particolarmente noto per la promozione dei circoli di qualità e l'introduzione del Diagramma di Ishikawa o diagramma causa-effetto (noto anche come Diagramma a spina di pesce), strumento usato nell'analisi dei processi industriali.

## Biografia
Nato il 13 luglio 1915 a Nishigahara, a Tokyo, in Giappone, primogenito di otto figli di Ichiro e Tomiko Ishikawa. Nel 1939 ha conseguito all'Università Imperiale di Tokyo una laurea di Ingegneria in chimica applicata. Subito dopo la laurea, iniziò a lavorare presso il laboratorio Oji della Nissan Chemical Industries, dove si occupò di ricerca e sviluppo della liquefazione del carbone. Nello stesso anno, durante la Seconda guerra mondiale, prestò servizio come dirigente tecnico navale (1939-1941) nella Marina imperiale giapponese, ove servì in qualità di tecnico responsabile della polvere da sparo.
Nel 1941, al termine del servizio militare, Ishikawa iniziò a lavorare presso la Nissan Liquid Fuel Company, dove fu messo a capo di 600 operai e incaricato alla costruzione di carbonizzatori Lurgi.
Nel 1947 Ishikawa divenne professore associato presso l'Università Imperiale di Tokyo dove iniziò ricerche sui bricchetti di carbone. Durante gli esperimenti di laboratorio, si trovò a confrontarsi con metodi statistici inadeguati, che causavano una significativa dispersione dei dati. Per ovviare a questo problema, si dedicò allo studio di tecniche statistiche volte a ridurre tale dispersione, entrando così in contatto con la Japanese Union of Scientists and Engineers (JUSE). Poi ottenne la presidenza del Musashi Institute of Technology nel 1978.
Nel 1949, Ishikawa entrò nella Union of Japanese Scientist and Engineers (JUSE), un gruppo dedito alla ricerca nel controllo della qualità, assumendo il ruolo di istruttore nei corsi base di controllo qualità. In qualità di sostenitore accademico della JUSE, introdusse un modulo obbligatorio per gli studenti di Ingegneria all'Università di Tokyo, che chiamò "Come utilizzare i dati sperimentali". Questi eventi segnarono l'inizio del suo ingresso nel campo del controllo della qualità. Dopo la Seconda guerra mondiale il Giappone iniziò a trasformare il suo settore industriale, che in Nord America era ancora percepito come produttore di giocattoli scadenti e videocamere di bassa qualità. I contributi di Ishikawa, in quanto membro del gruppo di ricerca sul controllo della qualità, furono determinanti per la rivalsa industriale del Giappone, aiutando il paese a sviluppare standard produttivi più elevati e a guadagnare una reputazione di eccellenza nella manifattura. Era una sua capacità quella di saper muovere molte persone verso una meta comune come iniziative per il miglioramento della qualità nell'industria Giapponese. Tradusse, integrò ed ampliò i concetti di gestione di W. Edwards Deming e Joseph M. Juran nel sistema Giapponese.
Dopo essere divenuto professore in pieno servizio nella facoltà di Ingegneria all'Università Imperiale di Tokyo (1960) Ishikawa introdusse il concetto di Circolo di CQ (1962) in collaborazione con lo JUSE. Questo concetto nacque da un esperimento per vedere quali effetti poteva avere la cosiddetta "leading hand" (Gemba-cho) sulla qualità. Era un'estensione naturale di questa forma di addestramento a tutti i livelli di un'organizzazione. Sebbene molte compagnie fossero state invitate a partecipare, solo una (la Nippon Telephone & Telegraph), accettò. I Circoli di Cq divennero ben presto molto popolari formando un importante collegamento nel Sistema di Gestione per la Qualità di un'organizzazione. Ishikawa avrebbe scritto due libri sui Circoli di CQ (QC Circle Koryo e How to Operate QC Circle Activities).
Tra i suoi sforzi nella promozione della qualità compaiono l' "Annual Quality Control Conference for Top Management" (1963) e molti libri sul "Controllo Qualità". Fu direttore di un editoriale del mensile "Statistical Quality Control". Ishikawa ha partecipato in numerose attività di standardizzazione.
Il 1982 vide lo sviluppo del Diagramma di Ishikawa, usato per determinare le cause di un problema.

## Contributi alla Qualità
Kaoru Ishikawa è noto per aver sviluppato nel 1943 il Diagramma di Ishikawa, o diagramma causa-effetto, utilizzato per identificare le cause principali di problemi e difetti nei processi aziendali. Questo strumento è conosciuto anche come "diagramma a lisca di pesce" per la sua forma caratteristica.
Un altro importante contributo è stato la promozione dei circoli di controllo della qualità (QC Circles), gruppi di dipendenti impegnati nella risoluzione di problemi di qualità e nel miglioramento continuo dei processi aziendali mediante strumenti tipici del controllo qualità. Questa iniziativa ha avuto un impatto profondo, diffondendo la consapevolezza che la qualità non è una responsabilità esclusiva dei vertici aziendali o di reparti specializzati, ma un impegno collettivo che coinvolge ogni individuo. Il modello di controllo qualità giapponese, promosso da Ishikawa, sottolineava l'importanza della partecipazione di tutto il personale aziendale allo studio e alla promozione del controllo qualità, contribuendo alla diffusione del companiwide quality control (TQC)
La metodologia di controllo qualità di Ishikawa include una vasta gamma di strumenti statistici con la quale perseguire non solo la qualità del prodotto, per Ishikawa i principali pilastri della qualità prevedono che qualità soddisfazione del cliente sono la stessa cosa, e che la qualità è un concetto ampio che va oltre la semplice qualità del prodotto, includendo la qualità dei processi e ogni aspetto dell'organizzazione.
- User Friendly Quality Control
- Diagramma causa-effetto - Diagramma di Ishikawa
- Implementazione dei Circoli di CQ
- Enfatizzazione dell' 'Internal Customer'
- Shared Vision

## Premi e riconoscimenti
- 1972 American Society for Quality's Eugene L. Grant Award
- 1977 Blue Ribbon Medal by the Japanese Government for achievements in industrial standardization
- 1988 Walter A. Shewhart Medal
- 1988 Vinse l'Ordine del Sacro Tesoro, Second Class, premio assegnato dal governo Giapponese.

## Libri
- QC Circle Koryo
- How to Operate QC Circle Activities
- Ishikawa, Kaoru (1990); (Translator: J. H. Loftus); Introduction to Quality Control; 448 p; ISBN 4-906224-61-X OCLC 61341428